# Alan Parker
Sir Alan William Parker CBE (Islington, 14 de fevereiro de 1944 – Londres, 31 de julho de 2020) foi um cineasta britânico. Foi também membro fundador do Director's Guild of Great Britain.

## Carreira
Parker começou como publicitário nos anos 60 e 70 e começou a escrever os seus próprios guiões para comerciais de televisão. Em associação com o produtor David Puttnam escreveu o argumento para Melody.
Em 1978 realizou Midnight Express (bra/prt: O Expresso da Meia-Noite), filme muito querido da crítica e que lhe rendeu algumas nomeações para os Óscares de Hollywood, incluindo o de melhor filme e o de melhor realizador. Foi também nomeado para melhor realizador com o filme Mississippi Burning (bra/prt: Mississíppi em Chamas), em 1988.
Parker realizou uma série de filmes relacionados com a música entre os quais: Fame, em 1980; Pink Floyd – The Wall, em 1982; The Commitments, em 1991; e Evita, em 1996.
Morreu no dia 31 de julho de 2020 em Londres, aos 76 anos, após lutar um longo período de uma doença não informada.

## Obra

### Como realizador
| Título original        | Título no Brasil                 | Título em Portugal       | Ano  |
| ---------------------- | -------------------------------- | ------------------------ | ---- |
| The Life of David Gale | A vida de David Gale             | Inocente ou culpado?     | 2003 |
| Angela's Ashes         | As cinzas de Ângela              | As cinzas de Ângela      | 1999 |
| Evita                  | Evita                            | Evita                    | 1996 |
| The Road to Wellville  | O fantástico mundo do Dr. Kellog | Sexo e corn flakes       | 1994 |
| The Commitments        | Commitments - Loucos pela fama   | Os Commitments           | 1991 |
| Come See the Paradise  | Bem-vindos ao paraíso            | Venham ver o paraíso     | 1990 |
| Mississippi Burning    | Mississippi em chamas            | Mississippi em chamas    | 1988 |
| Angel Heart            | Coração satânico                 | Nas portas do inferno    | 1987 |
| Birdy                  | -                                | -                        | 1984 |
| Pink Floyd - The Wall  | Pink Floyd – The Wall            | Pink Floyd – The Wall    | 1982 |
| Shoot the Moon         | A chama que não se apaga         | Depois do amor           | 1982 |
| Fame                   | Fama                             | Fama                     | 1980 |
| Midnight Express       | O expresso da meia-noite         | O expresso da meia-noite | 1978 |
| Bugsy Malone           | Quando as metralhadoras cospem   | Bugsy Malone             | 1976 |
| The Evacuees           | -                                | -                        | 1975 |
| Footsteps              | -                                | -                        | 1974 |
| Our Cissy              | -                                | -                        | 1974 |

## Principais prémios e nomeações
Óscar (Estados Unidos)
- Recebeu duas nomeações na categoria de Melhor Realizador, por Midnight Express (1978) e Mississippi Burning (1988).

Globo de Ouro (Estados Unidos)
- Recebeu três nomeações na categoria de Melhor Realizador, por Midnight Express (1978), Mississippi Burning (1988) e Evita (1996).

Festival de Cannes (França)
- Recebeu o Grande Prémio do Júri por Birdy (1984).

BAFTA (Reino Unido)
- Recebeu cinco nomeações na categoria de Melhor Realizador, por Bugsy Malone (1976), Midnight Express (1978), Fama (1980), Mississippi Burning (1988) e The Commitments (1991); venceu por Commitments (1991).
- Venceu na categoria de Melhor Filme, por The Commitments (1991).
- Recebeu uma nomeação na categoria de Melhor Argumento Adaptado, por Evita' (1996).
- Recebeu uma nomeação na categoria de Melhor Argumento, por Bugsy Malone (1976).